# Testudinaria debsmithi
Testudinaria debsmithi là một loài nhện trong họ Araneidae.
Loài này thuộc chi Testudinaria. Testudinaria debsmithi được Herbert Walter Levi miêu tả năm 2005.